# Adrar (vilájet)
Adrar je provincie (vilájet) v jihozápadním Alžírsku, je pojmenována po svém hlavním městě, Adraru. Je to druhá největší provincie v zemi, má rozlohu 497 197 km², což se dá přirovnat zhruba k velikosti amerického státu Kalifornie. Má přibližně 400 tisíc obyvatel.
Sousedí s šesti dalšími vilájety: na západě s vilájetem Tindouf, na severozápadě s vilájetem Béni Abbès, na severu s vilájetem Timimoun, na východě s vilájetem In Salah, na jihovýchodě s vilájetem Tamanrasset, na jihu s vilájetem Bordj Badji Mokhtar a na jihozápadě se státem Mauritánie.